# Герц, Ванда
Ванда Герц (пол. Wanda Gertz; 13 апреля 1896, Варшава — 10 ноября 1958, Лондон) — полька благородного происхождения, начавшая военную карьеру в польском легионе во время Первой мировой войны, одетая как мужчина. Впоследствии она служила в Добровольческом женском легионе польских вооруженных сил во время польско-советской войны. В межвоенный период она стала офицером запаса, но подверглась дискриминации и была лишена офицерского звания. Она тесно сотрудничала с маршалом Пилсудским.
С началом Второй мировой войны её опыт и навыки специальных операций были признаны военными, и присоединившись к сопротивлению в 1939 году под кодовым названием "Лена", она стала офицером и командиром батальона женских войск Армии Крайова. Была награждена самыми высокими польскими военными наградами.

## Ранние годы и предпосылки
Родилась Ванда Герц фон Шлисс в Варшаве, от Флорентины и Яна Герца фон Шлисс. Её семья происходила из Саксонии. Отец Герц воевал в Январском восстании 1863-64 и Ванда выросла, слушая его рассказы и его товарищей. Спустя годы она написала:
У меня никогда не было кукол, только бесчисленное количество игрушечных солдат, с которыми мы играли со старшим братом и его друзьями. Уже тогда я знала, что высокое воинское звание не для девочек. Моей горячей мечтой было стать офицером. Однако, как девушка, я могла быть только рядовым. 
В 1913 году Ванда окончила Кузиенковскую гимназию в Варшаве. Затем она училась бухгалтерии в Варшавской торговой палате. Еще учась в школе, она присоединилась к 4-му отряду Эмилии Плятер. После начала Первой мировой войны в 1914 году она присоединилась к Польской Конфедерации, национальной организации лоббистской независимости. Герц распространяла политические листовки и производила одежду для военнопленных. Затем она поступила в 4-й варшавский батальон.

## Первая мировая война
Отрезав волосы и одевшись в мужскую одежду, Ванда Герц представилась в кадровой службе Польского легиона как "Казимеж Зухович". Все прошло хорошо до медицинского осмотра. Однако, благосклонный врач пообещал помочь, и ей было суждено служить санитаром. Через несколько недель "Казик" был перенаправлен в артиллерийское подразделение, прослужил там полгода и наблюдал за действиями во время Брусиловского прорыва. Поскольку она была всадницей, то могла служить в сигнальном взводе. После возвращения в Варшаву в 1917 году Герц присоединилась к женскому отделению подпольной польской военной организации.
8 декабря 1917 года во время демонстрации в Варшаве Герц была арестована и приговорена к шести месяцам тюрьмы, но, заплатив залог, была освобождена через несколько недель. После увольнения она работала курьером и участвовала в разоружении германских войск в ноябре 1918 года. В декабре 1918 года Польша наконец-то обрела свою независимость, и Герц присоединилась к Народному ополчению и присоединилась к Секции вооружений в марте 1919 года.

## Польско-советская война

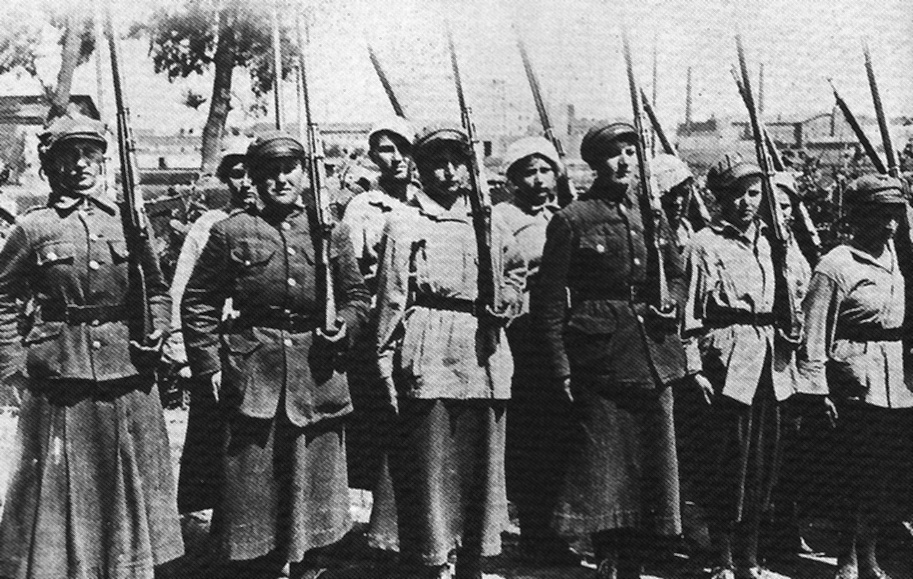
Женщины-добровольцы-солдаты Войска Польского в 1920 году.

В апреле 1919 года, после начала польско-советской войны, Герц вступила в польскую армию и была назначена в 1-ю литовско-белорусскую дивизию. В сентябре 1919 года она была назначена командиром Ochotnicza Legia Kobiet – 2-го женского добровольческого легиона в Вильнюсе. Женские легионы играли вспомогательную роль, обычно занимаясь только охраной, но во время боев за Вильнюс 2-й легион помогал сражаться с атаками кавалерийского корпуса Гайка Бжишкянца. Она была награждена медалью «Virtuti militari».
В конце войны в 1921 году Ванда Герц была демобилизована и переведена в резервные войска. В 1922 году её звание лейтенанта было "снято" с того основания, что в законе нет никакого основания для женщины в польских вооруженных силах иметь офицерское звание. С 1923 года она работала на машиностроительном предприятии Koncern Maszynowy SA. После смерти Пилсудского в 1935 году она стала соучредителем музея Бельведера, где пробыла в руководящей роли до сентября 1939 года. Её свободное время посвящалось другой военной деятельности. В 1938 году она стала казначеем Федерации польских ассоциаций защитников Отечества.

## Вторая Мировая война
Вскоре после начала Второй мировой войны в сентябре 1939 года Герц была одной из первых женщин, присоединившихся к движению сопротивления Службы победе Польши. Она организовывала подпольные коммуникации, выполняла функции курьера и была помощником командира дивизии Станислава Козарского. В апреле 1942 года Герц было велено создать и командовать новым подразделением. Его члены совершали нападения на немецких военных, аэродромы, поезда и мосты. Ей было присвоено звание майора в сентябре 1944 года.
Захваченная после восстания, до сих пор известная как майор Казик, Герц была взята в плен. Она прошла через лагеря в Ожаруве, Ламсдорфе и Мюльберге, и наконец в конце 1944 года прибыла в Молсдорф. 5 апреля 1945 года военнопленные Молсдорфа были направлены в соседний Бланкенхайн, прежде чем окончательно были освобождены 13 мая 1945 года войсками 89-й пехотной дивизии США.

## Послевоенная жизнь

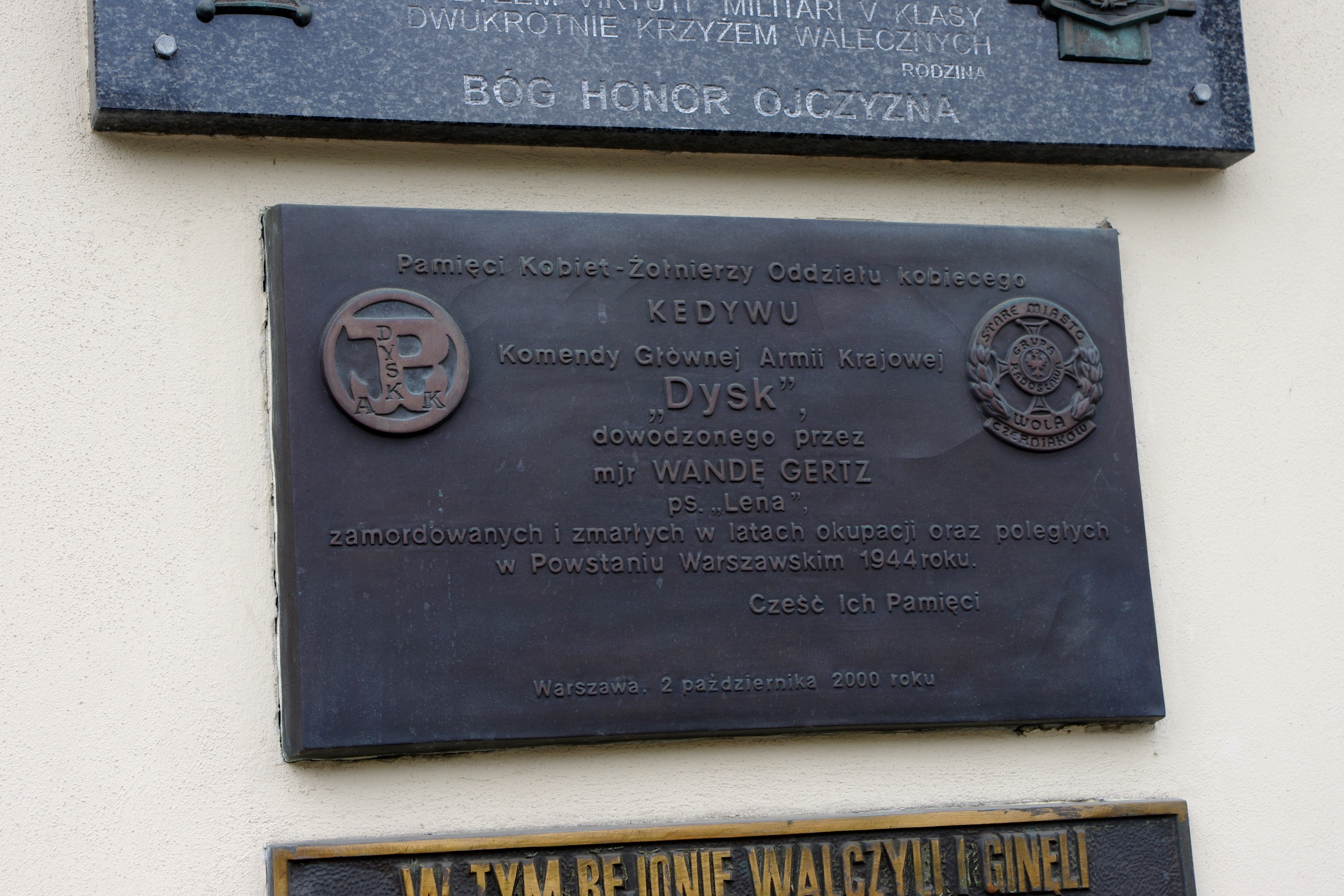
Доска памяти Ванды Герц в церкви Иоанна Крестителя, Варшава.

После капитуляции Германии служила инспектором для женщин-солдат Армии. Она путешествовала по Германии и Италии для поиска перемещенных польских женщин. С мая 1946 по февраль 1949 она была частью польского корпуса для переселения, работая инспектором женщин-солдат на севере Англии. После демобилизации Герц работала в столовой до своей смерти от рака 10 ноября 1958 года. В 1960 году её прах был вывезен в Польшу и похоронен на Воинском кладбище Повонзки в Варшаве.

## Публикации
- W pierwszym pułku artylerii - Służba Ojczyźnie - "In the first regiment of artillery - service to the fatherland", Warsaw, 1929

## Награды
- Серебряный крест Virtuti Militari
- Рыцарский крест Орденf Возрождения Польши (Krzyż Kawalerski Orderu Odrodzenia Polski), награждена посмертно
- Крест Храбрых, пять раз, первый раз в 1921 году[8][9]
- Крест Независимости, с мечами
- Крест Заслуг с мечами